# Победници европских првенстава у атлетици у дворани — 400 метара
Освајачи медаља на европским првенствима у атлетици у дворани у дисциплини трчања на 400 метара, која је у програму од првог Европског првенства у дворани одржаном 1966. у Дортмунду, приказани су у следећој табели. Постигнути резултати су приказни у секундама.
Најуспешнији појединац, после 41 европског првенства, је Павел Маслак из Чешке са 3 освојене златне медаље. Од земаља најуспешнији је Совјетски Савез са укупно 15 медаља од чега 5 златних, 2 сребрне и 8 бронзаних.
Рекорд европских првенстава у трци на 400 метара у дворани држи Карстен Вархолм из Норвешке са 45,05 секунди који је постигао у финалној трци Европског првенства у Глазгову 2019.

## Освајачи медаља на европским првенствима у дворани
| ЕП                         |                                      | Резултат       |                                      | Резултат |                                       | Резултат |
| Дортмунд 1966 детаљи       | Хартмут Кох · Источна Немачка        | 47,9 РЕП       | Манфред Киндер · Западна Немачка     | 48,3     | Василиј Анисимов · Совјетски Савез    | 49,0     |
| Праг 1967 детаљи           | Манфред Киндер · Западна Немачка     | 48,4           | Хартмут Кох · Источна Немачка        | 48,6     | Николај Шкарников · Совјетски Савез   | 50,4     |
| Мадрид 1968 детаљи         | Анджеј Бадењски · Пољска             | 47,04 РЕП      | Александр Брачиков · Совјетски Савез | 47,3     | Јан Балаховски · Пољска               | 47,3     |
| Београд 1969               | Јан Балаховски · Пољска              | 47,3           | Јан Вернер · Пољска                  | 47,4     | Јуриј Зорин · Совјетски Савез         | 47,4     |
| Беч 1970 детаљи            | Александр Брачиков · Совјетски Савез | 46,8 РЕП       | Анджеј Бадењски · Пољска             | 46,9     | Јуриј Зорин · Совјетски Савез         | 48.4     |
| Софија 1971 детаљи         | Анджеј Бадењски · Пољска             | 46,8 =РЕП      | Борис Савчук · Совјетски Савез       | 47,4     | Александр Брачиков · Совјетски Савез  | 47,6     |
| Гренобл 1972 детаљи        | Георг Никлес · Западна Немачка       | 47,24          | Улрих Рајх · Западна Немачка         | 47,42    | Волфганг Милер · Источна Немачка      | 47,42    |
| Ротердам 1973 детаљи       | Лучано Сушањ · Југославија           | 46,38 РЕП      | Бено Штопс · Источна Немачка         | 47,31    | Дариуш Подобаш · Пољска               | 47,40    |
| Гетеборг 1974 детаљи       | Алфонс Бриденбах · Белгија           | 46,60          | Андреас Шајбе · Источна Немачка      | 46,80    | Гинтер Арнолд · Источна Немачка       | 46,94    |
| Катовице 1975 детаљи       | Херман Келер · Западна Немачка       | 48,76          | Јосип Алебић · Југославија           | 49,04    | Семјон Кохер · Совјетски Савез        | 49,33    |
| Минхен 1976 детаљи         | Јанко Братанов · Бугарска            | 47,79          | Херман Келер · Западна Немачка       | 48,19    | Ханс-Јоахим Реске · Западна Немачка   | 48,46    |
| Сан Себастијан 1977 детаљи | Алфонс Бриденбах · Белгија           | 46,53          | Франсис Демартон · Француска         | 47,11    | Марјан Гесицки · Пољска               | 47,21    |
| Милано 1978 детаљи         | Пјетро Менеа · Италија               | 46,51          | Ришард Подлаш · Пољска               | 46,55    | Николај Черњецки · Совјетски Савез    | 46,72    |
| Беч 1979 детаљи            | Карел Колар · Чехословачка           | 46,21 РЕП      | Стефано Малинверни · Италија         | 46,59    | Хорија Тобок · Румунија               | 46,86    |
| Зинделфинген 1980 детаљи   | Николај Черњецки · Совјетски Савез   | 46,29          | Карел Колар · Чехословачка           | 46,55    | Рамигијус Валиулис · Совјетски Савез  | 46,75    |
| Гренобл 1981 детаљи        | Андреас Кнебел · Источна Немачка     | 46,52          | Мартин Веплер · Западна Немачка      | 46,88    | Стефано Малинверни · Италија          | 46,96    |
| Милано 1982 детаљи         | Павел Коновалов · Совјетски Савез    | 47,04          | Шандор Ујхељи · Мађарска             | 47,14    | Бенхамин Гонзалез · Шпанија           | 47,41    |
| Будимпешта 1983 детаљи     | Јевгени Ломтјев · Совјетски Савез    | 46,20 РЕП      | Ејнсли Бенет · Уједињено Краљевство  | 46,43    | Ангел Ерас · Шпанија                  | 46,57    |
| Гетеборг 1984 детаљи       | Сергеј Ловачов · Совјетски Савез     | 46,72          | Роберто Тоци · Италија               | 47,01    | Дидије Дубоа · Француска              | 47,29    |
| Пиреј 1985 детаљи          | Тод Бенет · Уједињено Краљевство     | 45,56 РЕП      | Клаус Јуст · Западна Немачка         | 45,90    | Хозе Алонзо · Шпанија                 | 46,52    |
| Мадрид 1986 детаљи         | Томас Шенлебе · Источна Немачка      | 46,97          | Хозе Алонзо · Шпанија                | 47,12    | Матијас Шерзинг · Источна Немачка     | 47,59    |
| Лијевен 1987 детаљи        | Тод Бенет · Уједињено Краљевство     | 46,81          | Момчил Харизанов · Бугарска          | 46,89    | Пол Хармсворт · Уједињено Краљевство  | 46,92    |
| Будимпешта 1988 детаљи     | Јенс Карловиц · Источна Немачка      | 45,63          | Брајан Витл · Уједињено Краљевство   | 45,98    | Ралф Либке · Западна Немачка          | 45,98    |
| Хаг 1989 детаљи            | Кајетано Корнет · Шпанија            | 46,21          | Брајан Витл · Уједињено Краљевство   | 46,49    | Клаус Јуст · Западна Немачка          | 46,80    |
| Глазгов 1990 детаљи        | Норберт Добелајт · Западна Немачка   | 46,08          | Јенс Карловиц · Источна Немачка      | 46,09    | Кајетано Корнет · Шпанија             | 46,91    |
| Ђенова 1992 детаљи         | Слободан Бранковић · Југославија     | 46,33          | Андреа Нути · Италија                | 46,37    | Дејвид Гриндли · Уједињено Краљевство | 46,60    |
| Париз 1994 детаљи          | Дуејн Ладеџо · Уједињено Краљевство  | 46,53          | Михаил Вдовин · Русија               | 46,56    | Рико Лидер · Немачка                  | 46,82    |
| Стокхолм 1996 детаљи       | Дуејн Ладеџо · Уједињено Краљевство  | 46,12          | Пјер-Мари Илер · Француска           | 46,82    | Ашраф Сабер · Италија                 | 46,86    |
| Валенсија 1998 детаљи      | Руслан Машченко · Русија             | 45,90          | Ашраф Сабер · Италија                | 45,99    | Роберт Маћковиак · Пољска             | 46,00    |
| Гент 2000 детаљи           | Илија Џивондов · Бугарска            | 46,63          | Давид Канал · Шпанија                | 46,85    | Марк Рауил · Француска                | 47,28    |
| Беч 2002 детаљи            | Марек Плавго · Пољска                | 45,39 РЕП      | Јимисола Лаурсен · Шведска           | 45,59    | Јоан Виеру · Румунија                 | 46,17    |
| Мадрид 2005 детаљи         | Дејвид Гилик · Ирска                 | 46,30          | Давид Канал · Шпанија                | 46,64    | Себастијан Гацка · Немачка            | 46,88    |
| Бирмингем 2007 детаљи      | Дејвид Гилик · Ирска                 | 45,52          | Бастијан Свилимс · Немачка           | 45,62    | Роберт Тобин · Уједињено Краљевство   | 46,15    |
| Торино 2009 детаљи         | Јохан Висман · Шведска               | 45,89          | Клаудио Личардело · Италија          | 46,32    | Јоан Виеру · Румунија                 | 46,54    |
| Париз 2011 детаљи          | Лесли Джон · Француска               | 45,54          | Томас Шнајдер · Немачка              | 46,42    | Ричард Бак · Уједињено Краљевство     | 46,62    |
| Гетеборг 2013 детаљи       | Павел Маслак · Чешка                 | 45,66          | Најџел Левин · Уједињено Краљевство  | 46,21    | Павел Треникин · Русија               | 46,70    |
| Праг 2015 детаљи           | Павел Маслак · Чешка                 | 45,33 РЕП      | Дилан Борле · Белгија                | 46,25    | Рафал Омелко · Пољска                 | 46,26    |
| Београд 2017 детаљи        | Павел Маслак · Чешка                 | 45,77          | Рафал Омелко · Пољска                | 46,08    | Ли-Марвин Боневасија · Холандија      | 46,26    |
| Глазгов 2019 детаљи        | Карстен Вархолм · Норвешка           | 45,05 =ЕР, РЕП | Оскар Хусиљос · Шпанија              | 45,66    | Тони ван Дипен · Холандија            | 46,13    |
| Торуњ 2021 детаљи          | Оскар Хусиљос · Шпанија              | 46,22          | Тони ван Дипен · Холандија           | 46,25    | Ли-Марвин Боневасија · Холандија      | 46,30    |
| Истанбул 2023 детаљи       | Карстен Вархолм · Норвешка           | 45,35          | Жулијен Ватрен · Белгија             | 45,44    | Карл Бенгстром · Шведска              | 45,77    |
| Апелдорн 2025 детаљи       | Атила Молнар · Мађарска              | 45,25          | Максимилијан Швед · Пољска           | 45,31    | Жими Содрил · Француска               | 45,59    |
| Валенсија 2027             |                                      |                |                                      |          |                                       |          |

## Биланс медаља
| Ранг | Држава               |    |    |    |     |
| ---- | -------------------- | -- | -- | -- | --- |
| 1.   | Совјетски Савез      | 5  | 2  | 8  | 15  |
| 2.   | Пољска               | 4  | 5  | 5  | 14  |
| 3.   | Западна Немачка      | 4  | 5  | 3  | 12  |
| 4.   | Уједињено Краљевство | 4  | 4  | 4  | 12  |
| 5.   | Источна Немачка      | 4  | 4  | 3  | 11  |
| 6.   | Чешка                | 3  | 0  | 0  | 3   |
| 7.   | Шпанија              | 2  | 4  | 4  | 10  |
| 8.   | Белгија              | 2  | 2  | 0  | 4   |
| 9.   | Југославија          | 2  | 1  | 0  | 3   |
| 9.   | Бугарска             | 2  | 1  | 0  | 3   |
| 11.  | Ирска                | 2  | 0  | 0  | 2   |
| 11.  | Норвешка             | 2  | 0  | 0  | 2   |
| 13.  | Италија              | 1  | 5  | 2  | 8   |
| 14.  | Француска            | 1  | 2  | 3  | 6   |
| 15.  | Русија               | 1  | 1  | 1  | 3   |
| 15.  | Шведска              | 1  | 1  | 1  | 3   |
| 17.  | Чехословачка         | 1  | 1  | 0  | 2   |
| 17.  | Мађарска             | 1  | 1  | 0  | 2   |
| 19.  | Немачка              | 0  | 2  | 2  | 4   |
| 20.  | Холандија            | 0  | 1  | 3  | 4   |
| 21.  | Румунија             | 0  | 0  | 3  | 3   |
|      | Укупно (21)          | 42 | 42 | 42 | 126 |

| Ранг | Атлетичар            | Држава               |   |   |   |   |
| ---- | -------------------- | -------------------- | - | - | - | - |
| 1.   | Павел Маслак         | Чешка                | 3 | 0 | 0 | 3 |
| 2.   | Анджеј Бадењски      | Пољска               | 2 | 1 | 0 | 3 |
| 3.   | Алфонс Бриденбах     | Белгија              | 2 | 0 | 0 | 2 |
| 3.   | Тод Бенет            | Уједињено Краљевство | 2 | 0 | 0 | 2 |
| 3.   | Дуејн Ладеџо         | Уједињено Краљевство | 2 | 0 | 0 | 2 |
| 3.   | Дејвид Гилик         | Ирска                | 2 | 0 | 0 | 2 |
| 3.   | Карстен Вархолм      | Норвешка             | 2 | 0 | 0 | 2 |
| 8.   | Александр Брачиков   | Совјетски Савез      | 1 | 1 | 1 | 3 |
| 9.   | Хартмут Кох          | Источна Немачка      | 1 | 1 | 0 | 2 |
| 9.   | Манфред Киндер       | Западна Немачка      | 1 | 1 | 0 | 2 |
| 9.   | Херман Келер         | Западна Немачка      | 1 | 1 | 0 | 2 |
| 9.   | Карел Колар          | Чехословачка         | 1 | 1 | 0 | 2 |
| 9.   | Јенс Карловиц        | Источна Немачка      | 1 | 1 | 0 | 2 |
| 9.   | Оскар Хусиљос        | Шпанија              | 1 | 1 | 0 | 2 |
| 15.  | Јан Балаховски       | Пољска               | 1 | 0 | 1 | 2 |
| 15.  | Николај Черњецки     | Совјетски Савез      | 1 | 0 | 1 | 2 |
| 15.  | Кајетано Корнет      | Шпанија              | 1 | 0 | 1 | 2 |
| 18.  | Брајан Витл          | Уједињено Краљевство | 0 | 2 | 0 | 2 |
| 18.  | Давид Канал          | Шпанија              | 0 | 2 | 0 | 2 |
| 20.  | Стефано Малинверни   | Италија              | 0 | 1 | 1 | 2 |
| 20.  | Хозе Алонзо          | Шпанија              | 0 | 1 | 1 | 2 |
| 20.  | Клаус Јуст           | Западна Немачка      | 0 | 1 | 1 | 2 |
| 20.  | Ашраф Сабер          | Италија              | 0 | 1 | 1 | 2 |
| 20.  | Рафал Омелко         | Пољска               | 0 | 1 | 1 | 2 |
| 20.  | Тони ван Дипен       | Холандија            | 0 | 1 | 1 | 2 |
| 26.  | Јуриј Зорин          | Совјетски Савез      | 0 | 0 | 2 | 2 |
| 26.  | Јоан Виеру           | Румунија             | 0 | 0 | 2 | 2 |
| 26.  | Ли-Марвин Боневасија | Холандија            | 0 | 0 | 2 | 2 |